# Pontypridd
Pontypridd – miasto w Walii, około 31 tysięcy mieszkańców. Znajduje się 12 mil / 19 km na północ od walijskiej stolicy Cardiff. Pontypridd jest często nazywane w skrócie "Ponty" przez lokalnych mieszkańców.
W Pontypridd powstał hymn Walii Kraina moich ojców z tekstem napisanym przez miejscowego poetę Evana Jamesa i muzyką skomponowaną przez jego syna, Jamesa Jamesa. W Pontypridd – Treforest znajduje się Uniwersytet Południowej Walii.

## Gospodarka
W mieście rozwinął się przemysł maszynowy, elektrotechniczny oraz chemiczny.
W mieście jest stacja kolejowa Pontypridd.

## Zabytki
- Old Bridge (Stary Most) – most o konstrukcji kamiennej na rzece Taff, zbudowany w 1756 roku przez Williama Edwardsa. Pierwotnie zwany New Bridge (Nowy Most). W czasie budowy był to najdłuższy jednoprzęsłowy kamienny most łukowy na świecie.
- Pomnik Evana Jamesa i Jamesa Jamesa –  posadowiony w miejscowym parku (Ynysangharad Park) w lipcu 1930 roku.

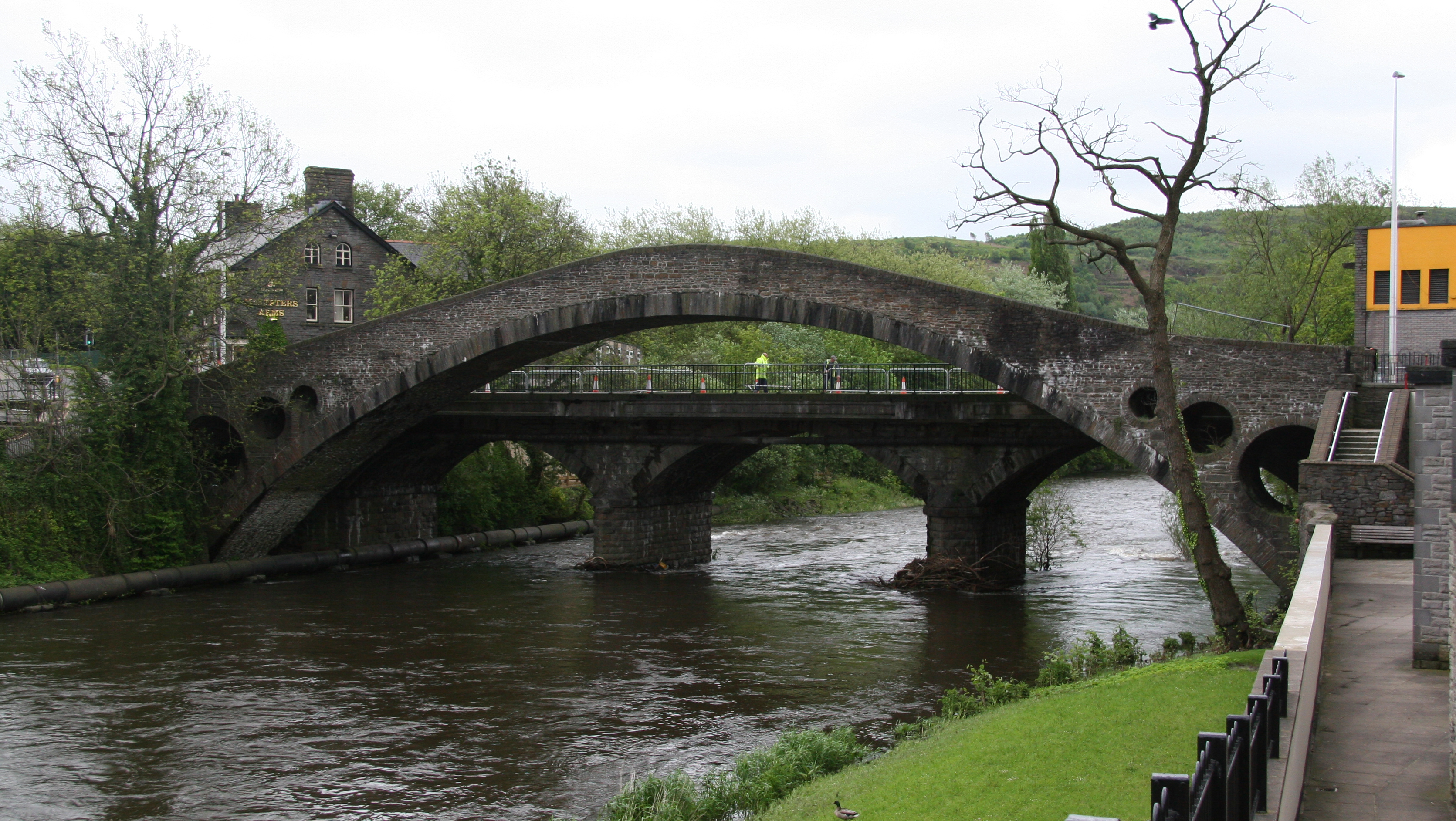
Old Bridge
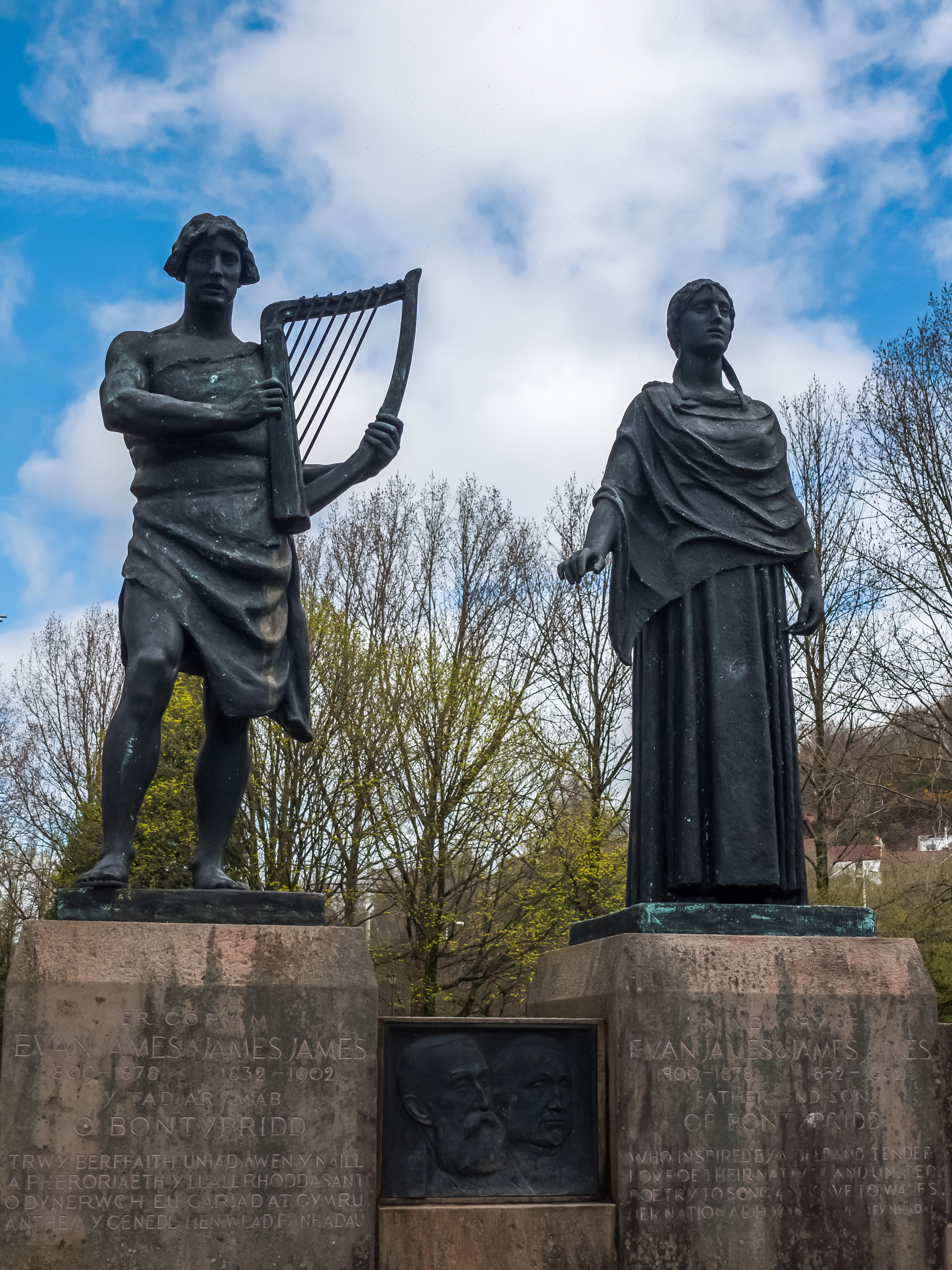
Pomnik Evana Jamesa i Jamesa Jamesa

## Znani ludzie
- Phil Campbell – muzyk grupy Motörhead
- Tom Jones – piosenkarz
- Chris Slade – perkusista grupy AC/DC
- Chloé Tutton – walijska pływaczka
- Freddie Welsh – bokser